# Парламентские выборы в Таиланде (2007)
Парламентские выборы прошли в Таиланде 23 декабря 2007 года. Это были первые выборы после того, как Совет национальной безопасности (военная хунта), сверг избранное правительство Таиланда и аннулировал конституцию от 19 сентября 2006 года. 

## Предыстория
После военного переворота хунта отменила досрочные парламентские выборы, запланированные на октябрь 2006 года, и пообещала провести новые в течение 12 месяцев. Затем Конституционный суд страны объявил вне закона партию «Тай Рак Тай» (ТРТ), крупнейшую политическую партию в Таиланде, и запретил руководителям ТРТ участвовать в выборах на пять лет. После того, как их политическая партия была распущена, бывшие члены ТРТ перегруппировались в новую «Партии народной власти» (ПНП), которую возглавлял опытный политик Самак Сундаравей. После своего формирования хунта издала секретный приказ о подавлении деятельности ПНП и обвинении её в оскорблении величества. Распоряжение стало достоянием общественности, что привело к жалобе в Избирательную комиссию от ПНП. Однако Избирательная комиссия отклонила жалобу на том основании, что Совет национальной безопасности (СНБ) предоставил себе иммунитет в соответствии с Конституцией Таиланда 2007 года.

## Ход кампании
Хунта направила 200 000 солдат и полицейских для обеспечения безопасности и 1500 офицеров для наблюдения за выборами. В ходе избирательной кампании был убит Чарнхай Силапауайчай, популярный бывший член «Демократической партии» из Пхрэ, перешедший на сторону ПНП. Пятеро мужчин, один из которых двоюродный брат влиятельного депутата от «Демократической партии», были арестованы, но все отрицали свою причастность.

## Результаты
Несмотря на то, что хунта ставила своей целью подавление ПНП, партии удалось получила 233 из 480 мест в парламенте, что было близко к тому, чтобы контролировать большинство в Палате представителей. «Демократическая партия» заняла второе место со 165 местами, «Тайская народная партия» получила 37 мест, «Пыа Пандин» — 24, «Партия национального развития» — 9, «Нейтральная демократическая партия» — 7, а «Прачарай» — 5 мест.